# Нартова, Екатерина Дмитриевна
Екатерина Дмитриевна Нартова - советский хозяйственный, государственный и политический деятель, Герой Социалистического Труда. 

## Биография
Родилась в 1902 году в селе Любичи.
С 1914 года - на хозяйственной, общественной и политической работе. В 1914-1962 гг. — крестьянка, первой вступила в колхоз «Красная заря», доярка колхоза «Красная заря» Луховицкого района Московской области, зачинательница стахановского движения в животноводстве и движения доярок-трёхтысячниц.
Указом Президиума Верховного Совета СССР от 25 сентября 1948 года присвоено звание Героя Социалистического Труда с вручением ордена Ленина и золотой медали «Серп и Молот».
Избиралась депутатом Верховного Совета РСФСР 1-го созыва.
Муж, Александр Александрович Нартов, директор молочно-товарной фермы колхоза «Красная заря» Луховицкого района Московской области, и невестка, Серафима Васильевна Нартова, доярка совхоза "Приокский", также были удостоены звания Героя Социалистического Труда.
Умерла в 1962 году.